# Академічна музика XX століття
Академічна музика XX століття — музика, що наслідує традиції (жанри, форми, принципи композиції, інструментарій і тд.) минулого. Написана з 1901 по 2000 рік включно.

## Історія
На рубежі століть в музиці переважав романтичний стиль. Композитори Густав Малер, Річард Штраус та Ян Сібеліус, розширювали межі постромантичного симфонічного письма. У Франції розвивався імпресіонізм, представниками якого були Ерік Саті, Клод Дебюссі, Моріс Равель.Неокласицизм та експресіонізм прийшли здебільшого після 1900 року. Мінімалізм розпочався набагато пізніше у столітті, і його можна розглядати як перехід від сучасної до постмодерної ери. Атональність, серіалізм, музичний концерт, електронна музика та концептуальна музика були розроблені протягом цього століття. Джаз та етнічна народна музика мали важливий вплив на багатьох композиторів протягом цього століття.

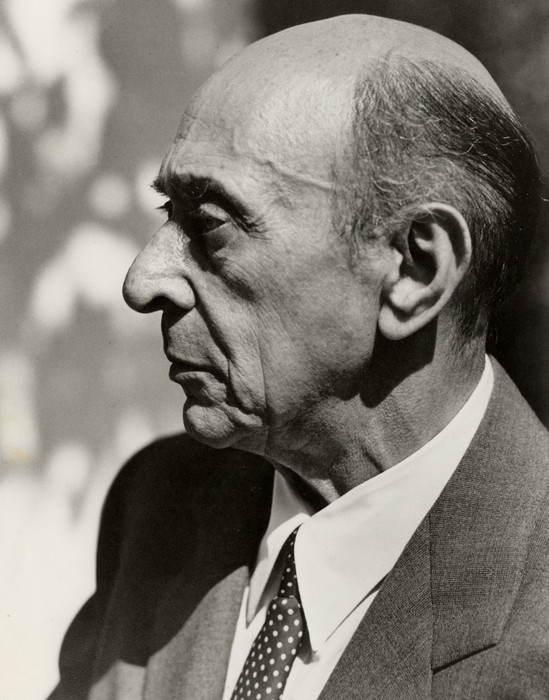
Арнольд Шенберг, Лос-Анджелес, 1948 рік

Багато композиторів відреагували на постромантичний та імпресіоністичний стилі. Найважливішим моментом у визначенні музичного курсу протягом століття був широкий розрив із традиційною тональністю, здійснений різними композиторами в перше десятиліття ХХ століття. Звідси виникла безпрецедентна «мовна множинність» стилів, прийомів та виразів (Morgan, 1984). У Відні Арнольд Шенберг розвинув атональність з експресіонізму, що виник на початку XX століття. Пізніше він розробив дванадцятитонову техніку. Далі її розвивали його учні Албан Берг та Антон Веберн та інші композитори (включаючи П'єра Булеза). Стравінський також досліджував дванадцятитонову техніку. Скотт Бредлі використовував цю техніку у своїх партитурах для мультфільмів Тома та Джеррі (Ross, 2008).

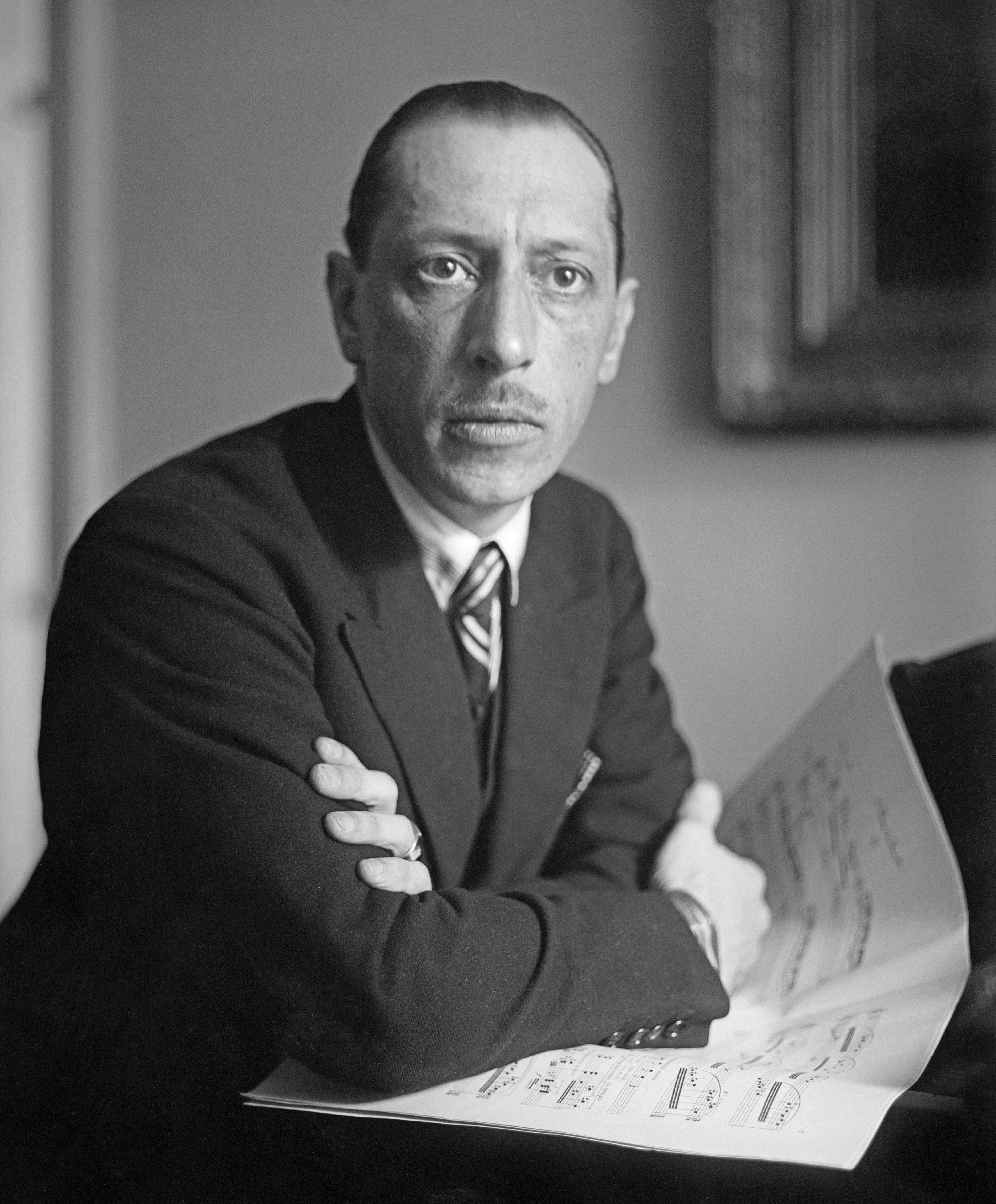
Ігор Стравінський

Після Першої світової війни багато композиторів почали черпати натхнення в минулому, запозичуючи форму, гармонію, мелодію, структуру. Таким чином, цей тип музики став називатися неокласицизмом. Ігор Стравінський і Сергій Прокоф'єв (Класична симфонія), Равель, Мануель де Фалла та Пауль Гіндеміт — всі створили неокласичні твори.
Італійські композитори Франческо Балілла Прателла та Луїджі Руссоло, писали музику у стилі футуризм. Вони намагалися відтворити повсякденні звуки та помістити їх у «футуристичний» контекст. «Машинна музика» Джорджа Антейла, (починаючи з його Другої сонати «Літак») та Олександра Мосолова розпочалася саме з футуризму. Чарльз Айвз, Хуліан Каррільо, Алоїс Хаба, Джон Фоулдс, Іван Вишнеградський, Гаррі Партч  розширювали музичний словник шляхом вивчення всіх доступних тонів за рахунок використання мікротонов. Мікротони — це інтервали, які менші за півтон; людські голоси та нероздувні струни можуть легко їх створити, переходячи між «звичайними» нотами. А ось фортепіано та орган взагалі не мають можливості їх продукувати, крім переналаштування та великої реконструкції.
У 1940-х і 50-х роках композитори досліджували застосування технологій до музики в музичному концерті (Dack, 2002). Термін електроакустична музика був введений для охоплення всіх видів музики,  включаючи магнітну стрічку, комп'ютери, синтезатори, мультимедіа та інші електронні пристрої та техніки. Жива електронна музика використовує живі електронні звуки в рамках вистави (на відміну від попередньо оброблених звуків, які накладені під час виступу), музичний картридж Cage's є першим прикладом. Спектральна музика (Жерар Гризі та Трістан Мурай) — це розвиток електроакустичної музики, яка використовує аналіз звукових спектрів для створення музики (Dufourt, 1981 ; Dufourt, 1991). Кейдж, Беріо, Булез, Мілтон Баббіт, Луїджі Ноно та Едгард Варезе писали електроакустичну музику.
З початку 1950-х років Кейдж ввів у музику елементи випадковості. Термін експериментальна музика був введений Кейджем для опису творів, що дають непередбачувані результати, згідно з визначенням «експериментальна дія — це результат, якого не передбачають». Важливі культурні тенденції часто інформували музику цього періоду: романтичну, модерністську, неокласичну, постмодерністську чи іншу. Творчість Ігоря Стравінського та Сергія Прокоф'єва тяжіє до примітивізму в ранніх роботах. Інші росіяни, зокрема, Дмитро Шостакович, відображали соціальний вплив комунізму, і згодом їм доводилося працювати в рамках стриктур соцреалізму. Інші композитори, такі як Бенджамін Бріттен (Військовий реквієм), досліджували політичні теми у своїх творах  за власним бажанням. Націоналізм також був впливовим засобом на початку століття. Культура Сполучених Штатів Америки, зокрема, почала інформувати про американський просторічний стиль класичної музики, особливо у творах Чарльза Айва, Джона Олдена Карпентера та Джорджа Гершвіна. Народна музика Густав Голст і Джаз (Гершвіна, Бернстайна, Даріус Мійо).
В останній чверті століття важливого значення набули еклектика та полістилізм.

## Стилі

### Романтичний стиль
Наприкінці XIX століття романтичний стиль розпочав перехід в імпресіонізм та постромантизм. У XX столітті різні стилі, що виникли в музиці попереднього століття, вплинули на композиторів. Старі і нові тенденції співіснували. На початку XX століття композитори писали музику, яка була продовженням романтичної музики XIX століття, а традиційні інструментальні групи залишалися найбільш типовими. Традиційні форми, такі як симфонія та концерт, залишались у користуванні. Густав Малер та Жан Сібеліус — композитори, які прийняли традиційні симфонічні форми та переробили їх. Творчість Шенберга цілком відповідає пізньоромантичній традиції Вагнера і Брамса.

### Неокласицизм
Неокласицизм — стиль, який утвердився між двома світовими війнами і прагнув відродити збалансовані форми та чітко відчутні тематичні процеси XVII–XVIII століть. Відкидалось те, що розцінювалося як перебільшені жести та безформність пізнього романтизму. Композитори  замінювали функціональну тональність своїх моделей розширеною тональністю, модальністю чи атональністю. Серед відомих прикладів — «Класична симфонія» Прокоф'єва та «Пульцинела» Стравінського, «Симфонія псалмів». Засоби неокласицизму використовували Пауль Гіндеміт, Дарій Мілхо, Френсіс Пуленк, Мануель де Фалла. Необароко  у музиці  Равеля має ознаки, подібні до неокласицизму.

### Класична композиція під впливом джазу

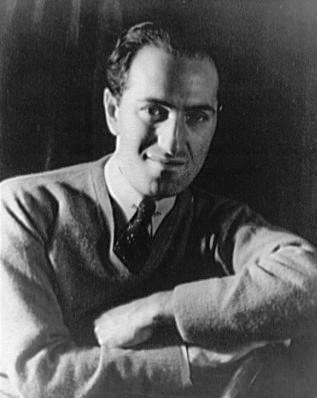
Джордж Гершвін

Композитори поєднували елементи джазової ідіоми з класичними композиційними стилями, так чинили,зокрема:
- Малкольм Арнольд
- Леонард Бернштейн
- Марк Бліцштайн
- Аарон Копланд
- Джордж Гершвін
- Даріус Мілхо
- Моріс Равель
- Гюнтер Шуллер (Третій потік)
- Джон Серрі-старший
- Дмитро Шостакович
- Карлхайнц Штокгаузен
- Ігор Стравінський

## Рухи

### Імпресіонізм

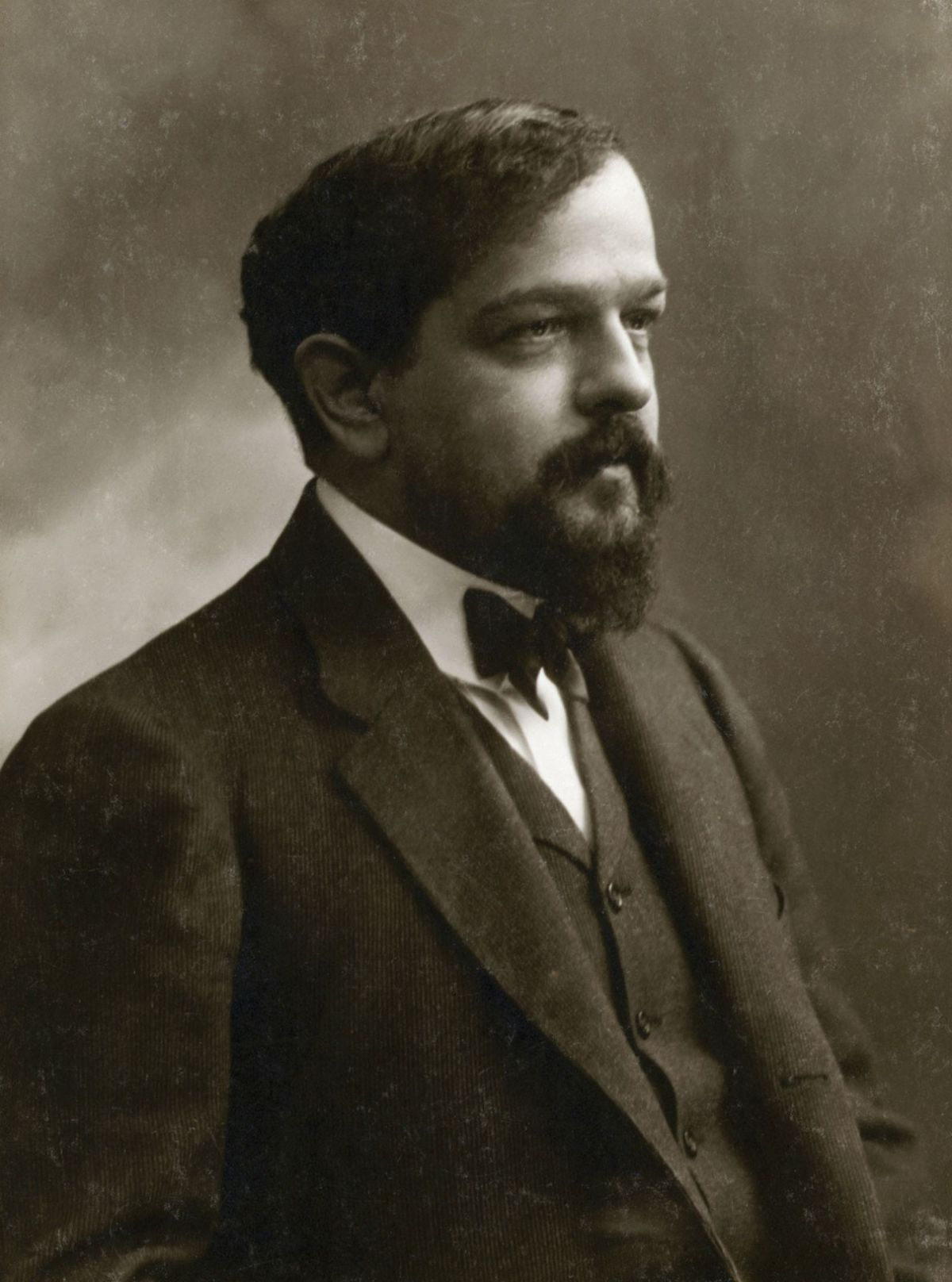
Клод Дебюссі (1908)

Імпресіонізм розпочався у Франції як реакція проти емоційного розгалуження та епічних тем німецького романтизму. Найяскравішим представником імпресіонізму був Клод Дебюссі, а німецький романтизм простежується у творах Вагнера. На думку Дебюссі, мистецтво було чуттєвим досвідом, а не інтелектуальним чи етичним. Він закликав відкрити французьких майстрів XVIII століття, для яких музика мала зачаровувати, розважати і служити «фантазією почуттів» (Machlis, 1979).
Композитори, пов'язані з імпресіонізмом: Моріс Равель, Альберт Руссель, Ісаак Альбеніз, Пол Дукас, Мануель де Фалла, Чарльз Мартін Леффлер, Чарльз Гріффс, Фредерік Деліус, Отторіно Респігі, Кіріл Скотт і Кароль Шимановський (Machlis, 1979). Багато французьких композиторів продовжували творити у стилі  імпресіонізму протягом 20-х років: Альберт Руссель, Шарль Кехлін, Андре Каплет, а згодом і Олів'є Мессіан. На композиторів із незахідних культур, таких як Тру Такеміцу, та на джазових музикантів, таких як Дюк Еллінгтон, Гіл Еванс, Арт Татум та Сесіл Тейлор, також вплинула імпресіоністська музична мова.

### Модернізм

#### Футуризм

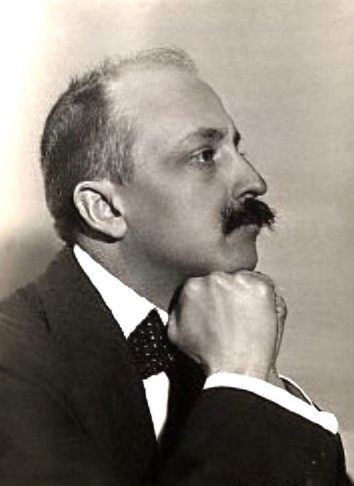
Філіппо Томмазо Марінетті

Футуризм — це італійський художній рух, заснований у 1909 році Філіппо Томмазо Марінетті; його швидко сприйняв російський авангард. У 1913 році художник Луїджі Руссоло опублікував маніфест «Мистецтво шумів», в якому закликав включати в музику всілякі шуми. Окрім Руссоло, до композиторів, безпосередньо пов'язаних з цим рухом, належать італійці Сільвіо Мікс, Нуччо Фіорда, Франко Касавола та Паннігі росіяни Артур Лур'є, Михайло Матюшин та Микола Рославець.
Вплив футуризму на подальший розвиток музики XX століття був величезним. Сергій Прокоф'єв, Моріс Равель, Ігор Стравінський, Артур Хонеггер, Джордж Антейл, Лео Орнштейн та Едгард Варез — серед видатних композиторів першої половини століття, які зазнали впливу футуризму. Характерними рисами пізнішої музики XX століття, яка походить з футуризму, є підготовлене фортепіано, інтегральний серіалізм, розширені вокальні техніки, графічні нотації, імпровізація та мінімалізм (Dennis and Powell, 2001).

### Вільний дисонанс та експерименталізм
На початку XX століття Чарльз Айвс інтегрував американські та європейські традиції, а також народні мови та церковні стилі, використовуючи інноваційні прийоми у своєму ритмі, гармонії та формі (Burkholder, 2001). Його техніка включала використання політональності, поліритму, кластерних тонів, алеаторних елементів та чверть тонів. Едгард Варез написав надзвичайно дисонансні твори, в яких використовувались незвичні звучності та футуристичні елементи. Він був піонером використання нових інструментів та електронних ресурсів.

### Експресіонізм
Наприкінці 1920-х років емпресіоністичний стиль було витіснено неокласицизмом. Оскільки експресіонізм, як і будь-який рух, стигматизований нацистами, після Другої світової війни експресіоністська музика знову з'явилася у творах таких композиторів як Ганс Вернер Хенце, П'єр Булез, Пітер Максвелл Девіс, Вольфганг Рім та Бернд Алоїс Ціммерманн (Fanning, 2001).

### Постмодерна музика
Постмодернізм — це реакція на модернізм, Він розпочався тоді, коли історичний оптимізм перетворився на песимізм, найпізніше до 1930 р. (Meyer, 1994).
Джон Кейдж — видатна фігура в музиці XX століття, з певною справедливістю вимагає як модернізму, так і постмодернізму, оскільки складні перехрестя модернізму та постмодернізму не зводяться до простих схем (Williams, 2002). Він часто викостовує елементи випадковості: Уявний пейзаж No4 для 12 радіоприймачів та Музика змін для фортепіано. «Сонати та інтермедії» (1946–48) створено для підготовленого фортепіано: звичайного фортепіано, тембр якого змінюється шляхом ретельного розміщення різних предметів усередині піаніно в контакті зі струнами. Постмодерністи кінця XX століття: Астор П'яццолла (Аргентина) та Мігель дель Агіла (США).

### Мінімалізм
Наприкінці 20 століття такі композитори, як Ла Монте Янг, Арво Пярт, Філіп Гласс, Террі Райлі, Стів Рейх та Джон Адамс, почали досліджувати  мінімалізм, у якому твір розібрано до найбільш фундаментальних рис; музика часто має повторення та повторення. Ранній приклад — In C (1964) Террі Райлі, алеаторична робота, в якій музиканти вибирають короткі фрази зі встановленого списку і відтворюють їх довільну кількість разів, тоді як нота C повторюється у восьмих нотах (сагайдаках) за ними. У роботах Стіва Рейха «Фаза фортепіано» (1967, для двох фортепіано) та «Барабан» (1970-71, для перкусії, жіночих голосів та піколо) використовується техніка, що називається фазуванням, коли фраза, яку грає один гравець, підтримуючи постійний темп, одночасно відтворюється іншим але трохи швидшими темпами.
Філіп Гласс 1 + 1 (1968) використовує адитивний процес, при якому короткі фрази повільно розширюються. У композиції La Monte Young Compositions 1960 використовуються дуже довгі тони, винятково великі гучності та позамузичні прийоми, такі як «намалювати пряму лінію і слідувати за нею» або «розвести багаття». Майкл Найман стверджує, що мінімалізм був реакцією на серіалізм та індетермінізм, що стало можливим (Nyman, 1999).

## Прийоми

### Атональність і дванадцятитонна техніка
Арнольд Шенберг — одна з найвизначніших постатей у музиці XX століття. Хоча його ранні роботи були в стилі пізнього романтизму під впливом Вагнера (Verklärte Nacht, 1899), це перетворилося на атональну ідіому напередодні Першої світової війни (Drei Klavierstücke в 1909 і Pierrot Lunaire в 1912). У 1921 році, після кількох років досліджень, він розробив дванадцятитонову композиційну техніку, яку вперше приватно описав своїм колегам у 1923 році (Schoenberg, 1975). Його першою масштабною роботою, повністю складеною з використанням цієї техніки, був Вітряний квінтет, op. 26, написаний у 1923–24. Пізніші приклади включають Варіації для оркестру, op. 31 (1926–28), Третій та Четвертий струнні квартети (1927 та 1936 відповідно), Концерт для скрипки (1936) та Концерт для фортепіано (1942). У наступні роки він періодично повертався до більш тонального стилю (Kammersymphonie № 2, розпочате в 1906 році, але завершене лише в 1939; Варіації речитативу для органу в 1941).
Він навчав Антона Веберна та Олбана Берга, і цих трьох композиторів часто називають головними членами Другої віденської школи (Гайдна, Моцарта та Бетховена — а іноді Шуберта — в цьому контексті розглядають як Першу віденську школу). Веберн писав твори, застосовуючи строгий дванадцятитоновий метод, і впливав на розвиток тотального серіалізму. Берг, як і Шенберг, використовував дванадцятитонову техніку в пізньоромантичному або постромантичному стилі (Концерт для скрипки, який цитує хор Баха та використовує класичну форму).  

## Електронна музика

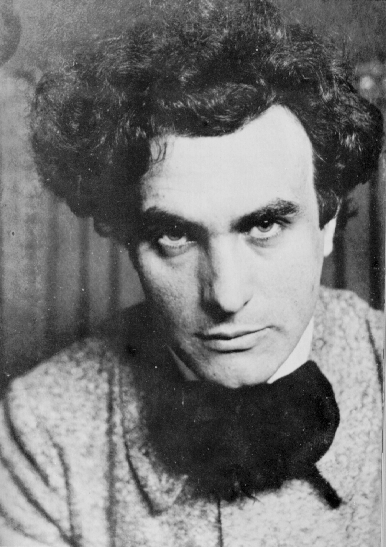
Едгард Варез, один із піонерів електронної музики

Розвиток технології запису зробило всі звуки доступними для потенційного використання в якості музичного матеріалу. Електронна музика відноситься до репертуару художньої музики, розробленої в 1950-х роках у Європі, Японії та Америці. Зростання доступності магнітної стрічки забезпечив композиторам носій, який дозволяв записувати звуки, а потім маніпулювати різними способами. Вся електронна музика залежить від передачі через гучномовці, але є два широкі типи: акустична музика, яка існує лише у записаному вигляді, призначеному для прослуховування, і жива електронна музика, в якій електронні апарати використовуються для генерування, перетворення виступу музикантів із використанням голосів, традиційних інструментів, електро-акустичних інструментів чи інших пристроїв. Починаючи з 1957 р., комп’ютери набувають все більшого значення в музиці.
Частина композиторів XX століття не пов'язані з жодним загальновизнаним композиційним рухом.